# اژدهاچه‌های بادبانی
اژدهاچه‌های بادبانی (نام علمی: Hydrosaurus) نام یک سرده از تیره مارمولک‌های اژدها است.